# Испытание на ударный изгиб по Шарпи

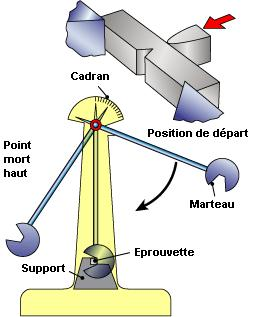
Схема испытания.

Испытание на ударный изгиб по Шарпи — испытание, при которых призматический образец, лежащий на двух опорах, подвергается удару маятникового копра, причем линия удара находится посередине между опорами и непосредственно напротив надреза у образцов с надрезом. Для металлов оценивается поглощённая энергия удара в джоулях, а для пластмасс — ударная вязкость (энергия отнесённая к площади поперечного сечения в месте удара) в Дж/м2. Поскольку значения энергии удара для разных материалов зависят от температуры, то испытания проводят при заданных температурах. Испытание на ударный изгиб по Шарпи регламентировано в стандартах ГОСТ Р ИСО 148-1, ISO 148-1, ASTM A370, ASTM E23 (для металлов) и в ГОСТ 4647, ISO 179, ASTM D6110 (для пластмасс).

## Методика

Размеры и форма образца для испытаний по Шарпи с V-образным надрезом

Испытательная установка представляет собой маятниковый копёр, который устанавливается на определённой высоте над образцом. Удар по образцу совершается при помощи падения копра. Поглощённая при разламывании образца энергия удара пропорциональна разнице высоты, с которой упал копр, и высоты, до которой он смог подняться по инерции после того, как разломил образец. Надрез образца влияет на результаты испытаний, поэтому его форма и размеры строго регламентированы в различных стандартах. Размеры образца также могут повлиять на результаты испытаний.
Одним из недостатков традиционного метода испытания на удар является то, что в результате определяется лишь суммарная энергия разрушения. Иногда применяют инструментальные методы контроля испытания, суть которых заключается в непрерывном измерении усилия нагружения в процессе разрушения. Это даёт возможность для оценки помимо энергии разрушения ещё и максимального усилия при разрушении, что позволяет оценить переход от хрупкого к пластичному механизму разрушения при понижении температуры.

### Расчеты поглощённой энергии удара
В копре маятник пройдя нижнее положение и разрушив образец, поворачивает стрелку шкалы на угол, который соответствует энергии, сохранившейся в маятнике после разрушения образца. Поглощённая энергия удара равна:
где Q — масса маятника,
h1 — высота маятника в начале испытания,
h2 — высота маятника после разрушения образца.
В копре, в котором отсутствует подъемная рама энергию рассчитывают по формуле:
где Q — масса маятника,
R — длина маятника,
α — угол отклонения маятника в начале испытания,
β — угол отклонения маятника после разрушения образца.

## Обозначения

### Поглощённая энергия удара по ГОСТ Р ИСО 148-1 (для металлов)
Энергию, требуемую для разрушения образца на маятниковом копре, с учетом поправок на потери при трении обозначают буквой К. Для обозначения геометрии надреза используют буквы V или U. Для обозначения радиуса бойка в виде индекса указывают цифру 2 или 8. Таким образом, KV2 — поглощенная энергия для образца с V-образным надрезом при ударе двухмиллиметровым бойком, Дж.

### Ударная вязкость (для пластмасс)

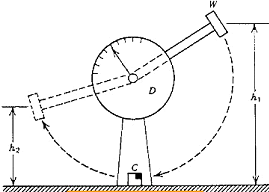
Схема для определения результатов испытания на ударную вязкость.

| Термин                                                  | Обозначение по ИСО 179-1 | Обозначение по ГОСТ 4647 |
| ------------------------------------------------------- | ------------------------ | ------------------------ |
| Ударная вязкость по Шарпи образцов без надреза (кДж/м2) | acU                      | an                       |
| Ударная вязкость по Шарпи образцов с надрезом (кДж/м2)  | acN.                     | ak                       |
| Относительная ударная вязкость по Шарпи (%)             | —                        | kz=ak/an                 |
| Удар в ребро                                            | e                        | —                        |
| Удар плашмя                                             | f                        | —                        |
| Перпендикулярный удар                                   | n                        | —                        |
| Параллельный удар                                       | p                        | —                        |